# 한시 내친왕
한시/노리코 내친왕(일본어: 範子内親王 はんし（のりこ）ないしんのう[*], 지쇼 원년 11월 6일 (1177년 12월 4일) - 조겐 4년 4월 12일 (1210년 5월 13일))은 헤이안 시대 말기부터 가마쿠라 시대 초기의 황녀이자 카모 사이인, 여원이다. 타카쿠라 천황의 2황녀이며, 어머니는 코고 (후지와라노 시게노리의 딸)이다. 안토쿠 천황과 고토바인은 그녀의 이복동생이다. 롯카쿠노미야(六角宮), 네코마 사이인(猫間斎院), 황후궁이라고도 불렸다. 원호 선하에 의해 보몬인(坊門院)이라 칭했다.

## 약력

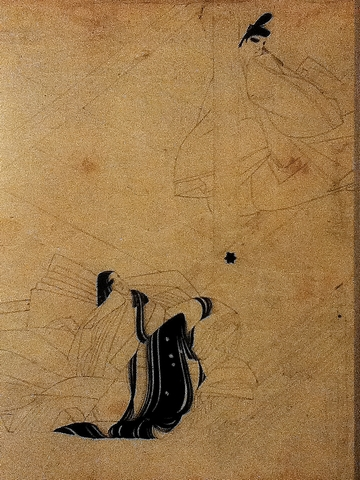
부모님의 밀회. 타카쿠라제와 코고 - 타카보쿄우시 에마키

타카쿠라 천황과 그의 총비 코고 사이에서 태어났지만, 어머니는 출산 후에 타이라노 키요모리 등에 의한 박해를 받아 출가하였고, 황녀는 네코마 츄나곤 후지와라노 미츠타카의 시치죠보몬의 저택에서 양육되었다. 지쇼 2년 (1178년)에 내친왕 선하를 받았고, 카모 사이인에 선정되었다. 예에 따라, 2년 후인 지쇼 4년 (1180년)부터 시노인 (사이인 고쇼)에 들어갔다. 요와 원년 (1181년), 타카쿠라인의 사망으로, 사이인을 사임했다. 헤이안 말기의 전란으로 인해 자주 머물렀던 쇼시 내친왕의 이츠츠지제를 상속받아 거주지로 삼았다. 그동안 위협이었던 헤이케가 멸망하고, 이복동생인 고토바 천황이 즉위하는 등, 한시 내친왕을 둘러싼 환경은 크게 호전되고 있었다. 겐큐 6년 (1195년)부터 준삼후 대우를 받았고, 겐큐 9년 (1198년)에는 츠치미카도 천황 (고토바 천황의 1황자로, 생모는 미나모토노 아리코) 즉위에 따라, 그의 준모가 되어 준모 입후에 의해 황후로 여겨진다. 겐에이 원년 (1206년)에 원호 선하를 받았다. 조겐 4년 4월 12일 (1210년 5월 13일), 이치죠무로마치제에서 병사했다.

## 일화
보몬인이 편애하던 마키에 스승를 부르러 갔더니, "지금 막 도구에 마키에를 그려넣고 있는 중이니, 일이 끝나면 찾아가겠습니다"라는 대답이 돌아왔다. 그런데 이를 보몬인을 시중드는 뇨보가 "지금 막 아이를 둔 여자와 동침하려고 시도하는 참이니, 그것이 끝나면 찾아뵙겠습니다"라고 잘못 읽어서 "무슨 말을 하느냐"고 하며, 마키에 스승를 부르는 등 난리도 아니었다고 한다.